# Maureen Gardner
Maureen Angela Jane Gardner-Dyson, angleška atletinja, * 12. november 1928, Oxford, Anglija, Združeno kraljestvo, † 2. september 1974, North Stoneham, Anglija.
Nastopila je na poletnih olimpijskih igrah leta 1948, ko je osvojila srebrno medaljo v teku na 80 m z ovirami in četrto mesto v štafeti 4x100 m. Na evropskih prvenstvih je prav tako osvojila srebrno medaljo v teku na 80 m z ovirami leta 1950.